# Oriopsis magna
Oriopsis magna är en ringmaskart som beskrevs av Banse 1957. Oriopsis magna ingår i släktet Oriopsis och familjen Sabellidae. Inga underarter finns listade i Catalogue of Life.